# Vương Hạo (kỳ thủ)
Vương Hạo (tiếng Trung: 王皓; bính âm: Wáng Hào; sinh 4 tháng 8 năm 1989 tại Cáp Nhĩ Tân) là một đại kiện tướng cờ vua Trung Quốc. Anh là đương kim vô địch châu Á. Tháng 11 năm 2009, Vương là kỳ thủ Trung Quốc thứ tư vượt qua mức Elo 2700.

## Sự nghiệp

### Thời gian đầu
Năm 1999, Vương đạt giải ba tại lứa tuổi U-10 trẻ thế giới tại Oropesa del Mar, Tây Ban Nha.
Tháng 7 năm 2002, anh vô địch Thanh Đảo Zhongfand Cup. Một tháng sau đó, anh dành được 3/5 điểm ở bàn 4 và giành được huy chương vàng đồng đội tại Olympiad cờ vua U-16 tại Kuala Lumpur, Malaysia.
Tháng 7 năm 2004, khi mới 14 tuổi, Vương tiếp tục giành huy chương vàng đồng đội tại Olympiad cờ vua U-16 tại Calicut, Ấn Độ. Anh ghi được 8/9 điểm tại bàn một và đoạt luôn huy chương vàng cá nhân bàn này, có hiệu suất thi đấu 2577. Cùng tháng đó anh vô địch giải "Thiếu nhi châu Á", một giải đấu trẻ ở Yakutsk, Nga.

### Đạt danh hiệu đại kiện tướng
Năm 2005, Vương Hạo trở thành đại kiện tướng ở tuổi 16. Cả ba chuẩn đại kiện tướng anh giành được đều trong năm này.
Giống như Kasparov, Kramnik và Gelfand, Vương trở thành đại kiện tướng mà không qua danh hiệu kiện tướng quốc tế. Anh đạt được ba chuẩn đại kiện tướng đều trong năm 2005.
Chuẩn đầu tiên tại Giải cờ vua Aeroflot mở rộng nhóm A2 năm 2005 tại Moskva, Nga với điểm số 6,5/9.
Chiến thắng đầu tiên của Vương tại một giải lớn là chức vô địch Giải Dubai mở rộng vào tháng 4 năm 2005. Lúc đó anh vẫn chưa có danh hiệu gì và độc chiếm ngôi đầu với 7/9 điểm (hiệu suất 2731), xếp trên 53 đại kiện tướng trong giải, đồng thời giành được chuẩn đại kiện tướng thứ hai.
Tháng 8 năm 2005, Vương vô địch với điểm số 10/11 (hơn nhóm tiếp sau 2 điểm) tại Giải cờ vua IGB Dato' Arthur Tan Malaysia mở rộng lần thứ 2 ở Kuala Lumpur (hiệu suất 2843), đạt chuẩn cuối cùng.

### Sau khi trở thành đại kiện tướng

#### Các giải mời
Tháng 7 năm 2008, anh xếp thứ 5 trên 10 kỳ thủ tại giải Karpov Poikovsky lần thứ 9 (Elo trung bình của giải 2691 thuộc nhóm 18) tại Poikovskiy, Nga. Anh đạt 5/9 điểm (+2=6-1) với hiệu suất thi đấu 2734.
Tháng 9 năm 2010 anh tham dự vòng loại Giải cờ vua Bilbao ở Thượng Hải, một giải đấu 4 kỳ thủ thi đấu vòng tròn hai lượt, cùng với Aronian, Shirov và Kramnik. Vương là kỳ thủ có Elo thấp nhất giải và xếp cuối với thành tích 1,5/6 (=3 –3).
Tháng 8 năm 2012, anh vô địch Giải cờ vua Biel ở Bienne, Thụy Sĩ. Giải đấu này tính theo thể thức 3 điểm cho một ván thắng. Vương Hạo đạt 19 điểm / 10 ván (+6 =1 –3), hơn Magnus Carlsen 1 điểm (+4 =6).
Vương Hạo là một trong những kỳ thủ được công ty tổ chức AGON đề cử tham dự chuỗi giải FIDE Grand Prix 2012–13. Trong bốn giải đấu của chuỗi giải này, thành tích nổi bật nhất của anh là đồng vô địch với Karjakin và Morozevich tại Tashkent. Anh xếp thứ 10 chung cuộc trên 16 kỳ thủ dự đủ số giải.
Tại Giải cờ vua Na Uy 2013, Vương Hạo về thứ bảy chung cuộc (+3 =3 -3). Thành tích đáng nhớ của anh tại giải này là hạ được cả vua cờ Anand và số 1 thế giới Carlsen.
Tháng 9 năm 2014, anh dự Giải cờ vua Tưởng niệm Gashimov nhóm B và đạt 5/9 điểm.

#### Các giải mở

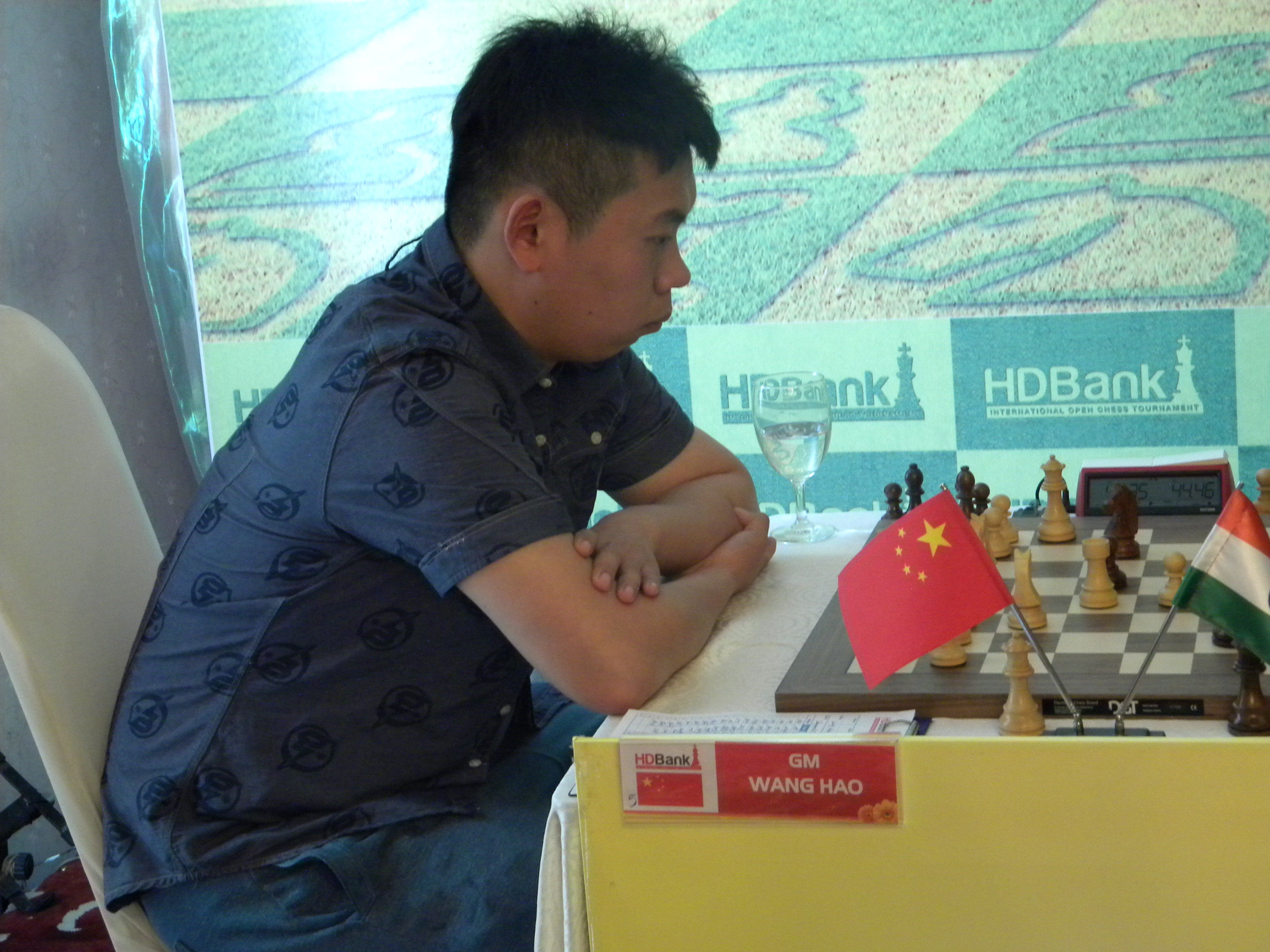
Vương Hạo tại Giải cờ vua quốc tế HDBank 2017

Tháng 10 năm 2005, Vương đồng điểm hạng nhất tại giải khu vực 3.3 ở Bắc Kinh và giành ngôi á quân sau khi thắng trận playoff tranh hạng nhì.
Tháng 2 năm 2007, anh vô địch giải GACC ở Đại học Malaya. Tháng 9 năm 2007, anh giành ngôi á quân, sau Trương Bằng Tường tại Giải vô địch cờ vua châu Á ở Manila. Tháng 10 năm 2007, Vương xếp thứ ba tại Giải cờ vua thanh niên thế giới ở Yerevan.
Tháng 3 năm 2008, anh vô địch Giải cờ vua Reykjavik mở rộng lần thứ 23 bằng chỉ số phụ với 7/9 điểm (hiệu suất 2721).
Tháng 5 năm 2009, anh đạt 5,5/10 điểm (+3=5-2) tại Giải cờ vua quốc tế Bosna lần thứ 39 với hiệu suất 2725, đồng hạng nhì với Borki Predojevic. Tháng 11 năm 2009, anh tham dự Cúp cờ vua thế giới 2009: lọt vào vòng ba và thua Mamedyarov.
Tháng 5 năm 2010, anh vô địch giải Bosna lần thứ 40.
Vào tháng sau đó, Vương vô địch quốc gia với điểm số 7,5/11 và hơn hệ số phụ nhà vô địch năm 2004 Bốc Tường Chí và Chu Kiện Siêu.
Tháng 6 năm 2015, Vương đạt 6,5/9 điểm tại Giải cờ vua quốc tế Edmonton lần thứ 10, đồng hạng nhì với Ivanchuk và Ganguly. Tháng 12 năm 2015, Vương vô địch Giải cờ vua Al Ain lần thứ 4 với 8/9 điểm, hơn nhóm thứ hai đến 1,5 điểm. Anh sớm có chức vô địch trước 1 vòng đấu.
Tháng 3 năm 2016, Vương vô địch Giải cờ vua HDBank với 8/9 điểm.

#### Các giải đồng đội
Tháng 1 năm 2008, tại Giải cờ vua vô địch đồng đội châu Á lần thứ 15 tại Visakhapatnam, Vương giành huy chương vàng cá nhân tại bàn ba (5/6 điểm). Đội tuyển cũng giành huy chương vàng đồng đội.
Tháng 4 năm 2008, Vương dự Giải vô địch đồng đội Nga tại Dagomys, Sochi, đánh cho đội 64 (Moskva). Anh đạt được 8/11 điểm (+5=6-0) và hiệu suất thi đấu 2795.
Tháng 9 năm 2008, anh tham dự trận đấu giữa Trung Quốc và Nga lần thứ 5 tại Ninh Ba. Anh ghi được nhiều điểm nhất trong các kỳ thủ nam với 3,5/5 điểm và hiệu suất lên tới 2844.
Vương thi đấu cho đội Hà Bắc trong Giải cờ vua đồng đội Trung Quốc (CCL).

#### Các hoạt động khác
Anh đã hỗ trợ Levon Aronian trong giải chọn kỳ thủ thách đấu ngôi vô địch thế giới năm 2011.

## Đánh giá
Trong một báo cáo về giải Tal Memorial 2010, phóng viên cờ Ilya Odessky viết rằng Levon Aronian "với phong cách ưa trêu chọc của anh" đã coi Vương Hạo là kỳ thủ tài năng nhất của giải đấu.